# Dolichopus interjectus
Dolichopus interjectus är en tvåvingeart som beskrevs av Van Duzee 1923. Dolichopus interjectus ingår i släktet Dolichopus och familjen styltflugor.
Artens utbredningsområde är Montana. Inga underarter finns listade i Catalogue of Life.